# Шумилинское сельское поселение
Шумилинское сельское поселение — муниципальное образование в Верхнедонском районе Ростовской области. 
Административный центр поселения — станица Шумилинская.

## География
Шумилинское сельское поселение находится на севере Верхнедонского муниципального района. Общая площадь — 45 385 га, в том числе пашни — 30 808 га.

## История
Шумилинское сельское поселение находится  в верховьях  рекии Песковатки. Первое упоминание о хуторе Шумилин в документах госархива относится к 1838 году. Хутор входил в юрт станицы Казанской Усть-Медведицкого округа области войска Донского. Это было казачье поселение. 
В 1860 году в хуторе Шумилин был построен молитвенный дом во имя Одигитрии Божьей матери. В 1897 году здесь проживало 205 мужчин, 245 женщин, было 28 дворов, работала почтовая станция.
17 января 1897 года в хуторе было открыто церковно-приходское училище, позднее - церковно-приходское попечительство.
В 1897 году жители хутора Шумилин обратились в областное правление Области Войска Донского с просьбой разрешить им строительство новой каменной церкви взамен старой деревянной. В 1905г. новая церковь была отстроена, а старая пожертвована жителям хутора Чикарии, Вешенской станицы.
В начале XX века хутор Шумилин Казанской станицы Донецкого округа был крупным хутором Донской области, служил культурным и торговым центром для многих хуторов: Казанской, Мигулинской, Вешенской, Слащёвской, Зотовской и станиц, Солонской и других волостей. В хуторе было два штата церковного притча, два благоустроенных приходских училища: двухклассное мужское и женское. Ежегодно здесь проходили три ярмарки: 14 февраля, 28 апреля, 28 июня.
1 мая 1906 года в хуторе Шумилин было открыто почтовое отделение, в 1913 году - телеграф. В том же году казакам Ивану Скачкову и Ивану Симонову областное правление Области Войска Донского разрешено построить мукомольную мельницу и мукомольный завод.
В 1903 году произошло разделение хутора на два: «Вехне - Шумилинский» и «Нижне – Шумилинский». Причиной этого было то, что  «поселение располагалось по обе стороны реки Песковатки, а это затрудняло сообщение в о время весеннего разлива реки.  В 1919 году в годы репрессий казачества вспыхнуло восстание в хуторе Шумилин и уже затем перекинулось на остальные хутора и станицы.
С начала 1920 года здесь установилась Советская власть, хутор Шумилинский переименовали в станицу. В Великую Отечественную войну фашистам не удалось дойти до Шумилинской. Их полчища были остановлены на подступах к ней, в степях станицы Казанской. В те годы станица Шумилинская была местом расположения многих районных и областных организаций. Здесь в течение нескольких месяцев работал обком партии и облисполком, издавалась газета «Молот».

## Административное устройство
В состав Шумилинского сельского поселения входят:
- станица Шумилинская
- хутор Гребенниковский
- хутор Каменный
- хутор Каменный
- хутор Новониколаевский
- хутор Парижский
- хутор Песковатская Лопатина
- хутор Свидовский
- хутор Раскольный
- хутор Третенский
- хутор Четвертинский

## Население
| 2010  | 2012  | 2013  | 2014  | 2015  | 2016  | 2017  |
| ----- | ----- | ----- | ----- | ----- | ----- | ----- |
| 2694  | ↘2615 | ↘2526 | ↘2489 | ↘2420 | ↘2362 | ↘2318 |
| 2018  | 2019  | 2020  | 2021  |       |       |       |
| ↘2286 | ↘2214 | ↘2166 | ↘2084 |       |       |       |

## Инфраструктура
На территории Шумилинского сельского поселения расположены более 60 предприятий, подавляющее большинство которых являются сельскохозяйственными. Медицинское обслуживание населения осуществляют 2 амбулатории и 4 ФАПа. На территории поселения работают 2 общеобразовательные школы, 2 неполные общеобразовательные школы, 1 начальная школа, 3 детских сада, а также 3 дома культуры, 2 сельских клуба, 4 библиотеки.